# Patrik Wozniacki
Patrik Wozniacki (født 24. juni 1986 i Odense) er en tidligere dansk fodboldspiller.

## Klubkarriere
Patrik Wozniacki fodboldkarriere startede i Herfølge Boldklub og Køge Boldklub, inden han som 15-årig blev en del af junior-DM-holdet i Farum Boldklub/FC Nordsjælland. Her nåede han også at komme op i førsteholdstruppen, hvor han dog aldrig debuterede. Derefter skiftede han til AB hvor det blev til i alt 39 kampe og 7 mål inden han valgte at skifte til Frem i sommeren 2008, efter kontraktophør sommeren 2009 valgte han at fortsætte på amatørvilkår til han sommeren 2010 var på vej til den polske klub Slask Wroclaw eller engelske Portsmouth, men gik til Brønshøj Boldklub.

### Hvidovre IF
I januar 2011 skiftede han til Hvidovre IF på en fri transfer. Her spillede han frem til sommeren 2011, hvorefter han meddelte at han stoppede sin fodboldkarriere for at komme i lære som sportsagent i USA.

### AB (2012)
Wozniacki genoptog karrieren i AB i sommeren 2012, hvor han i første omgang skrev en halvårig kontrakt med akademikerklubben. Da kontrakten med AB udløb ved årsskiftet 2012/2013 fik Wozniacki ikke forlænget aftalen.

### Skjold Birkerød
Efter sit kontraktudløb i AB skiftede Wozniacki i februar 2013 til IF Skjold Birkerød.

### Sunred Beach FC
I 2015 skiftede Wozniacki til københavnerklubben Sunred Beach FC, som til dagligt spiller i Serie 1. Wozniacki er allerede noteret for ét mål og én assist efter bare 3 spillede kampe.

## Privatliv
Patrik Wozniackis far Piotr Wozniacki, som er født i Polen, var 1. holdsspiller i B1909 og hans mor Anna Stefaniak spillede volleyball for Polens landshold. Patrik Wozniacki er storebror til den danske tennisspiller Caroline Wozniacki.
Patrik Wozniacki deltog i "Vild med dans" 2010, hvor han dansede med Claudia Rex.
Patrik danner par med Sofie Pamer. Sammen har de en søn.